# 阇耶跋摩二世
阇耶跋摩二世（Jayavarman II）（约770年—835年）柬埔寨（中国古籍称作真腊）吴哥王朝首位國王。他使国家脱离爪哇统治，恢复独立。

## 生平
8世纪末叶爪哇夏连特拉王朝征服真腊后，当时阇耶跋摩被带到爪哇，后来作为夏连特拉王朝封臣回国即位。约801—802年，阇耶跋摩二世宣布真腊独立，自称转轮王（Cakravartin，印度神話中統一四海的君主）。湿婆派为国教。阇耶跋摩二世数次迁移首都，最后将首都定在洞里萨湖吴哥地区，奠定王朝基础，其神王合一的宗教革新也给后代国王影响很大。